# Letzte Instanz
Letzte Instanz est un groupe de medieval rock, de folk rock et de Neue Deutsche Härte allemand, originaire de Dresde. Il est formé en 1996. 

## Biographie

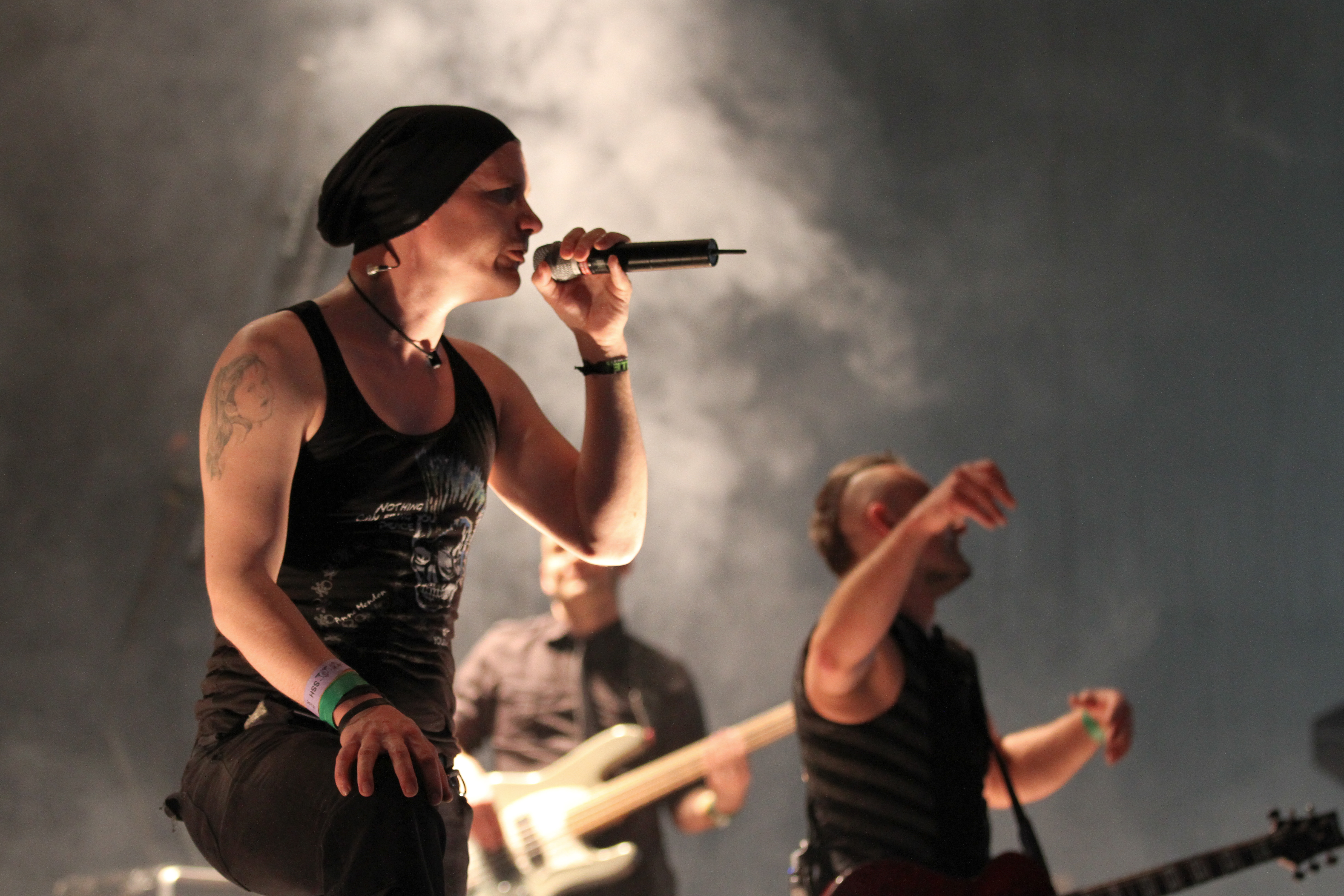
Letzte Instanz, au Wave-Gotik-Treffen en 2013.

Letzte Instanz est formé en 1996 à Dresde. Il est issu du groupe Resistance, groupe formé par Hörbi, Tin Whistle, Muttis Stolz, Kaspar Wichman, Holly D. et Markus G-Punkt. Un an plus tard, Benni Cellini rejoint le groupe, d'abord en tant que musicien invité, et devient un peu plus tard membre permanent du groupe.
Avec cinq titres enregistrés même dans l'Ardenne Ton-Studio de Dresde, le groupe s'essaye avec un premier album pour un contrat de disque, sorti en 1996 avec le label Costbar. Le premier album contient ces enregistrements. Dès le premier contrat de disque, le nom de famille est renommé afin de se distinguer des bandes du même nom.  Tandis que le premier album s'oriente beaucoup au medieval rock, le groupe essaye de se distinguer de cette catégorie en introduisant des éléments électroniques, metalliques et mêmes des éléments du rap. 
Jusqu'en 2005, les membres du groupe étaient plutôt instables, mais à partir de cette année, le groupe connut une certaine constance et eut également de plus grands succès en ce qui concerne les ventes de disques ou la participation aux festivals divers. Aujourd'hui, le groupe se spécialise sur un mélange de Neue Deutsche Härte avec des éléments de la musique folklorique, classique ou médiéval. Le groupe se distingue des autres groupes du genre grâce à son utilisation fréquente du violon et du violoncelle et en n'utilisant pas des éléments classiques du genre tels que la cornemuse ou la harpe. Le groupe est connu pour ses collaborations avec d'autres groupes du même genres et ses nombreux expériments, par exemple des albums acoustiques, trois livres publiés par le chanteur, ainsi que trois concerts en Chine où ils jouent devant des foules de 10 000 personnes. 
L'album Schuldig est publié le 27 février 2009. Le précédent, Flucht in Glück, compred deux autres titres ainsi que la chanson Der Garten, enregistrée par le groupe avec la chanteuse turque Aylin Aslım.
En mars 2014, Holly D. se sépare du groupe. En outre, David Pätsch quitte le groupe en avril 2015. Le groupe apparait au Witches Night 2015 à la surprise des invités avec le nouveau batteur Andy Horst. En décembre 2014, ils jouent une reprise du morceau Hurensöhne du groupe Silly, célébrant l'anniversaire de Tamara Danz. Les recettes du single sont versées à l’Association Brustkrebs Deutschland e.V..
En mai 2016, le groupe annonce s'être séparé d'un commun accord avec le guitariste Oliver Schmidt. En août 2016  sort l'album Liebe im Krieg, qui atteint la quatrième place des charts allemands.

## Membres

### Membres actuels
- Holly Loose - chant (depuis 2014)
- Tin Whistle - guitare électrique (depuis 2004)
- Kaspar Wichman - basse (depuis 1999)
- Markus G-Punkt - batterie (depuis 2001)
- M. Stolz  - violon

### Anciens membres
- Sebastian Lohse (Robin Sohn) - chant (1997–2004)
- Rasta F. - basse (1999–2001)
- FX - basse (2001–2004)
- Specki T.D. - claviers  (Florian Speckardt) (2001–2010)
- Holly D. (Holger Lieberenz) - guitare acoustique, chant (1996–2014)
- David Pätsch - batterie (2010–2015)
- Oli (Oliver Schmidt) - guitare (2001–2016)

## Discographie
- 1998 : Brachialromantik
- 1999 : Das Spiel … sich im kreise dreht
- 2001 : Kalter Glanz
- 2003 : Götter auf Abruf
- 2006 : Ins Licht
- 2007 : Wir sind Gold
- 2009 : Schuldig
- 2010 : Heilig
- 2012 : Ewig
- 2014 : Im Auge des Sturms
- 2016 : Liebe im Krieg
- 2018 : Morgenland